# Saint-Christophe-Vallon
Saint-Christophe-Vallon är en kommun i departementet Aveyron i regionen Occitanien i södra Frankrike. Kommunen ligger  i kantonen Marcillac-Vallon som ligger i arrondissementet Rodez. År 2022 hade Saint-Christophe-Vallon 1 181 invånare.

## Befolkningsutveckling
Antalet invånare i kommunen Saint-Christophe-Vallon
Referens: INSEE